# مركز البحوث بالقاهرة، المركز البولندي لآثار منطقة البحر الأبيض المتوسط في جامعة وارسو
مركز البحوث بالقاهرة، المركز البولندي لآثار منطقة البحر الأبيض المتوسط في جامعة وارسو ( بالبولندية: Stacja Badawcza Centrum Archeologii Śródziemnomorskiej Uniwersytetu Warszawskiego w Kairze، بالإنجليزية: Research Centre in Cairo, Polish Centre of Mediterranean Archaeology University of Warsaw) - هو المؤسسة العلمية البولندية الوحيدة في أفريقيا والشرق الأوسط، التي بدأت منذ 1959. تهدف مهمات المركز إلى تطوير وتوسيع الأبحاث البولندية في المنطقة، وتحديداً في مصر. يتبع المركز البولندي للآثار منطقة بحر الأبيض المتوسط (مؤسسة أبحاث مستقلة في جامعة وارسو). يقع مركز البحوث بالقاهرة في بنايتين بحي مصر الجديدة.

## تاريخ

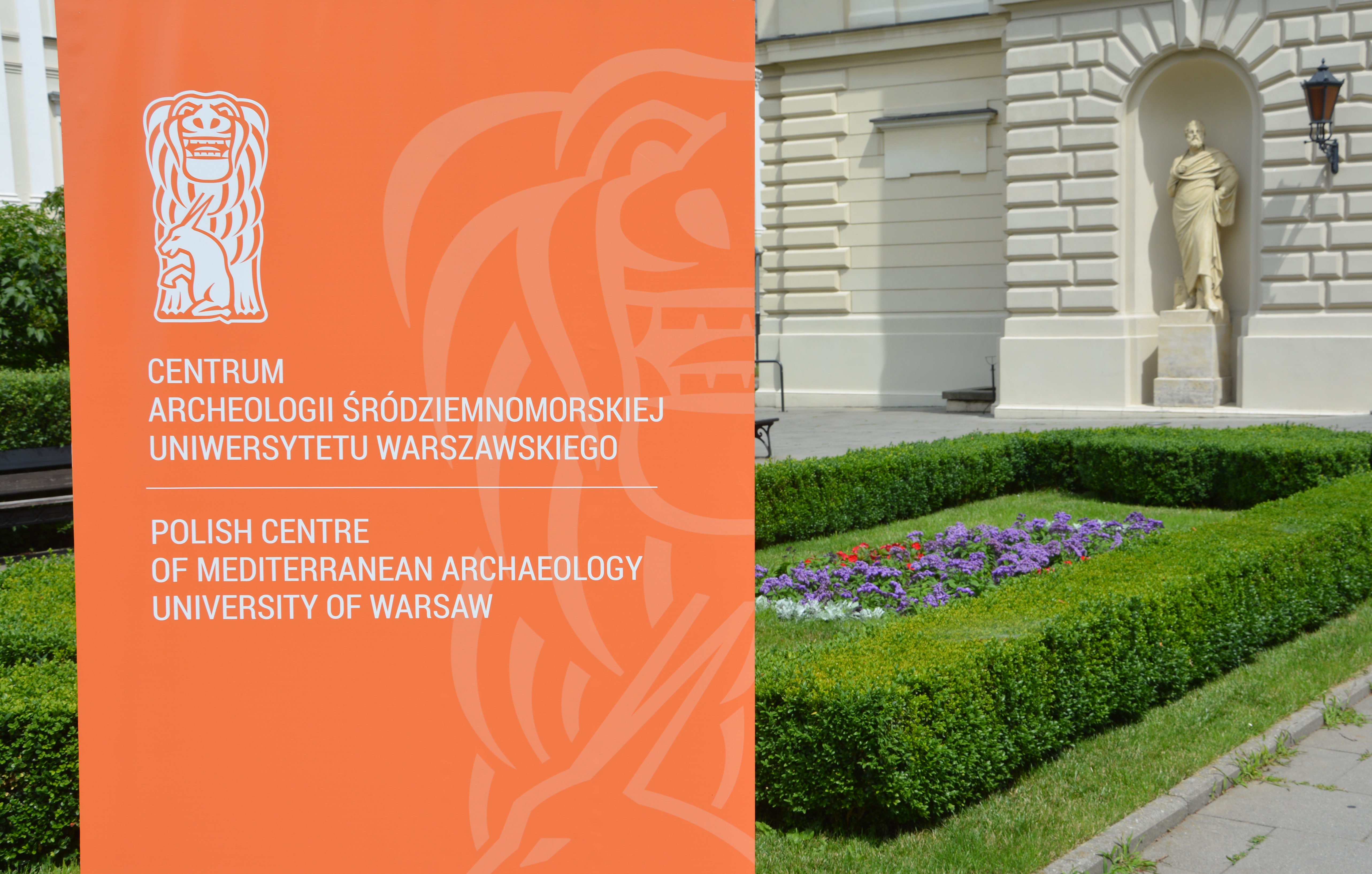
شعار المركز البولندي لآثار منطقة البحر الأبيض المتوسط في جامعة وارسو، يظهر الأسد على نفش أثري في تدمر.

```
بدأ علماء 
آثار
 البولنديون بالعمل في مصر فترة 
الجمهورية البولندية الثانية
 (بولندا ما بين الحربين العالميتين)، حينها قام كازيمير ميخالوفسكي (مؤسس المدرسة البولندية لعلم لآثار منطقة البحر المتوسط) بإنشاء مركز بولندي للأبحاث في مصر، وشارك في مشروع 
للمعهد الفرنسي للآثار الشرقية
 في 
إدفو
 كمدير ميداني.
```

في 1939 توقف مشروع الحفريات بعد ثلاثة مواسم بسبب بداية الحرب العالمية الثانية، وبعد عشرين سنة عاد علماء الآثار البولنديون للعمل في مصر على الرغم من الصراعات السياسية في الشرق الأوسط تلك الفترة. في 1956 حصل العلماء على الموافقة للبحث في تل أتريب ولم يبدأ العمل إلا بعد مرور عام بسبب أزمة قناة السويس (العدوان الثلاثي).
وفي 1959 أسس ميخالوفسكي المركز البولندي لآثار منطقة البحر المتوسط الذي مازال يعمل إلى يومنا هذا.
استفاد علماء الآثار من وجود موقع دائم لهم في مصر لأداء مهامهم مثل: تنسيق أبحاث جديدة، وتحضير نشر نتائح أبحاث الحفريات.
في 1960 بدأ علماء الآثار البولنديون بعمليات الحفر والتنقيب في الإسكندرية (كوم الدكة).
في 1961-1964 أصبح علماء الآثار جزءاً مهماً من حملة اليونيسكو لإنقاذ التراث الأثري في النوبة التي كان من الممكن أن تغرق إثر بناء السد العالي وتكون بحيرة ناصر. صرح الإعلام الدولي عن الاكتشافات البولندية في فرس (اسمها القديم بخوراس) «حصل البولنديون على اليانصيب النوبي»، وفي ذلك الوقت طلبت السلطات المصرية من ميخالوفسكي إتمام عمليات ترميم معبد حتشبسوت في الأقصر (الدير البحري).
في 1963 ترأس ميخالوفسي لجنة الخبراء الدوليين التي أسستها الحكومة المصرية لإنقاذ معبد أبو سمبل.
شهدت فترة الثمانينيات تطوراً سريعاً للبحوث الأثرية إثر ظهور مواقع جديدة في مصر ودول أخرى في الشرق الأوسط، التي أدت إلى نقل إدارة المركز إلى بولندا.
في 2018 توجد مجموعة من المهام الأثرية في مصر، ويشارك في كل سنة المئات من الباحثين البولنديين ذوي التخصصات المختلفة في البحث العلمي بكل أرجاء مصر.

## الأهداف
تتضمن أهداف المركز الآتي:
- توفير البيئة اللازمة لسير الأعمال الأثرية والترميم التي تنجزها البعثات البولندية.
- تمثيل الباحثين البولنديين، وعلماء الآثار، والقائمين بأعمال الحفر والترميم أمام السلطات المصرية المسؤولة عن الآثار، وتحديداً المتمثلة بوزارة الآثار. إضافة إلى تمثيلهم أمام الاتحادات الأركيلوجية الأخرى في مصر.
- تطوير ونشر المعرفة، من خلال تنظيم المحاضرات وندوات التي تعرض آخر إنجازات البحوث الأثرية البولندية في مصر. إضافة إلى احتواء المركز على مكتبة مراجع تتيح لسكان وزوار المركز الحصول على الكتب والدوريات بخصوص علم الآثار والتاريخ المصري.
- تقديم الدعم لبرامج المنح الدراسية من وزارة العلوم والتعليم العالي في بولندا الممنوحة لطلبة الدراسات العليا.

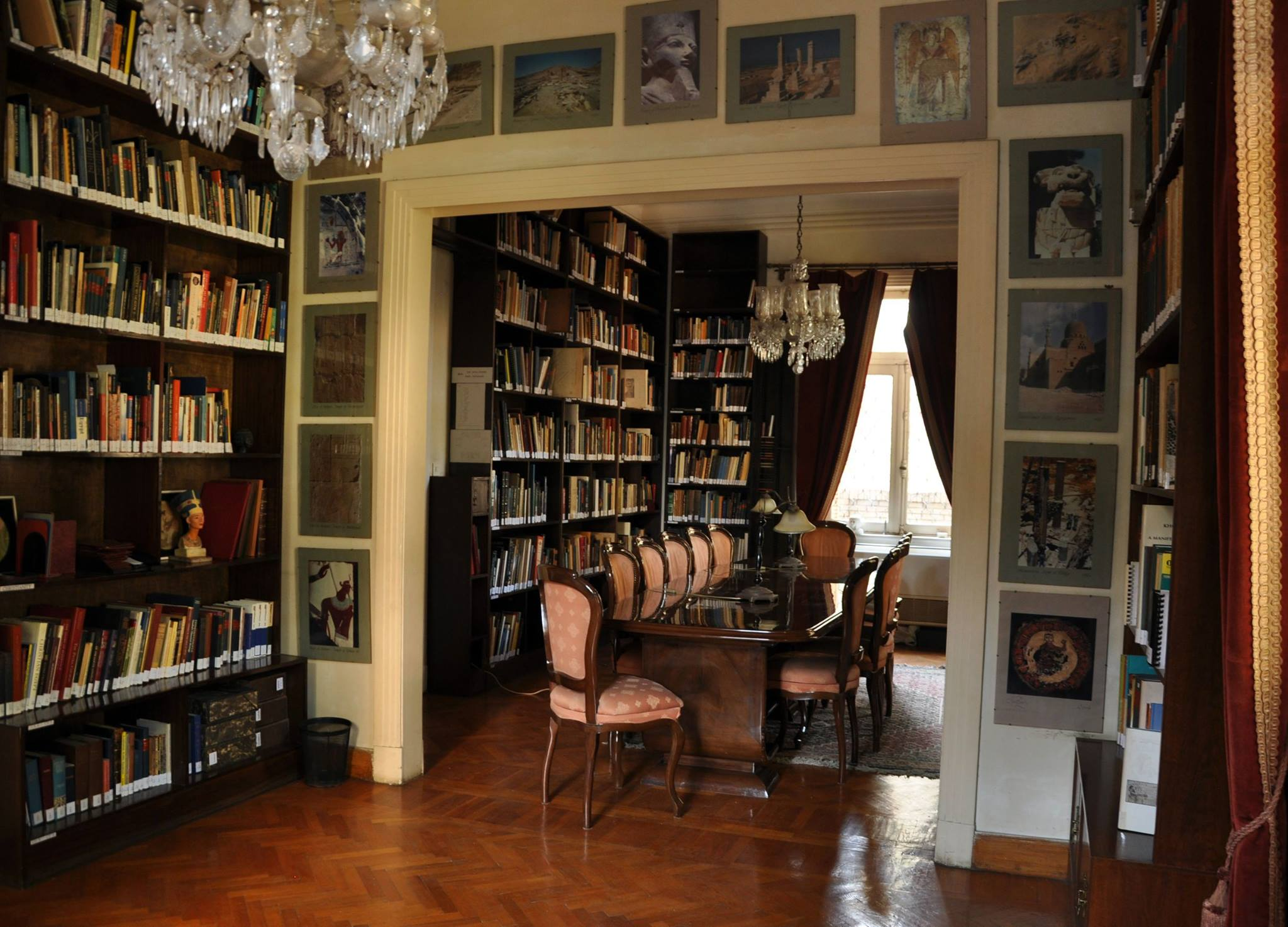
مكتبة مراجع المركز في القاهرة

## البعثات الأثرية البولندية في مصر
- البعثة البولندية-المصرية للتنقيب والترميم في كوم الدكة - منذ 1960، كانت منطقة كوم الدكة من أهم المواقع الأثرية الواقعة في منتصف الحي الجديد بالإسكندرية، وتعد من أهم الاكتشافات الأثرية للبعثات البولندية. تقوم البعثة بالحفاظ على الأساسات للقرن الميلادي الثالث قبل الميلاد. تعتبر هذه المنطقة مزاراً سياحياً اليوم وتتضمن أقدم آثار لمؤسسة تعليمية (أكاديمية الأسكندرية القديمة) محتويةً على قاعات دراسية وقاعة محاضرات أو مسرح، بجانب الحمامات الرومانية وبعض المواقع السكنية. جدير بالذكر أن موقع كوم الدكة قد اكتشف بالصدفة بعد أن لاحظ علماء الآثار البولنديين أثناء حفر أساس لمشروع بناء ناطحة سحاب، والتي تبين لاحقاً أنها بقايا للمسرح الروماني الوحيد الذي ظل من الآثار الرومانية في مصر.
- البعثة البولندية في مارينا العلمين، لأعمال حفريات مدينة يونانية-رومانية إضافة إلى مدينة جنائزية منذ 1987، استمرت لثلاثة عقود من البحث والترميم استطاع من خلالها العلماء القيام بمسح لمدينة واكتشاف بعض أجزائها مثل: صف من الأعمدة، أجزاء من بيت بديكوراته وأصباغه، إضافة إلى مدينة جنائزية وكنيسة من القرن الخامس الميلادي.
- البعثة البولندية في ماريا منذ سنة 2000، استطاع الفريق اكتشاف حماماً من القرن السادس الميلادي، متصل بـ«سقّاية» لإمداده بالمياه. ومنذ 2003 اكتشف العلماء بازيليكا رومانية والتي تعتبر ثاني أكبر بازيليكا في مصر بعد الموجودة في أبو مينا.
- البعثة البولندية-السلوفاكية في تل رطابي في الإسماعيلية، تدرس حصنا مكتشفا ينتمي للملكة المصرية الحديثة (بين القرن الثالث عشر-الحادي عشر قبل الميلاد) منذ 2007. يعتبر العلماء الحصن على إنه بيتوم المذكور في الإنجيل
- البعثة البولندية في تل الفرخة منذ 1998، يعتبر هذا الموقع مستوطنة على ثلاثة تلال تقع في طريق تجاري بارز يمر عبر دلتا النيل حتى ساحل البحر المتوسط وسوريا، وتعتبر أعلى فترة نشاط له في عصر نشأة الأسرات. ومن أهم اكتشافات البعثة: تمثالان ذهبيان يزعم أنه ينتمي لعصر ما قبل الأسر، مما يدل أن الموقع كان يعتبر مركز قوى لبعض أجزاء مصر، قبل انحداره بعد اتحاد مصر العليا والسفلى التي غيرت من الطرق التجارية المتواجدة آنذاك.
- البعثة البولندية-المصرية في سقارة، افتتح في 1987، وبدأ العمل به منذ 1997 في جزء لمقبرة جماعية، تقع غرب أقدم الأهرامات في العالم وهو هرم زوسر المدرّج المبني في 2650 قبل الميلاد. تحتوي على قبور معتنى بها ببذخ للنبلاء ذوي المستوى الرفيع في عصر الأسرة السادسة، مثل: الوزير أوناس-عنخ (اكتشف في 1997)، وقائد البحرية نيانخنيفيرتم، والذي كان مستشاراً للفرعون في وقته (اكتشف عام 2003). استطاع علماء الآثار البولنديين إثبات أن المكان لم يكن عبارة عن كومة قمامة، على الرغم أن القبور المكتشفة كانت تقع في مقلع حجارة تنتمي للأسرة المصرية الثالثة.
- البعثة البولندية في نقلون (دير الملاك) في واحة الفيوم، بدأت دراستها منذ 1986 في مجمع رهباني بني في القرن الخامس ومازال يعمل حتى يومنا هذا، يحتوي هذا الموقع شتات صوامع، مجموعة ممتدة من مباني الرهبنة، والكنائس، ومقبرتين جماعيتين، واحدة تنتمي للقرن السادس والأخرى للقرن ما بين الثاني عشر والثالث عشر. تشمل الموجودات المكتشفة: فخار، أقمشة مدفونة، سلال، وغيرها.
- البعثة البولندية-المصرية لترميم معبد حتشبسوت في الدير البحري، بدأت العمل منذ 1961، شيدت الدير الملكة يؤمن علماء الآثار أن حتشبسوت بنت معبدها لتؤدي فيه الطقوس التي تفيدها في العالم الآخر خلال الأسرة الثامنة عشر. تكمن المهمة الرئيسية للبعثة في إعادة ترميم الجزء العلوي من معبد حتشبسوت.
- البعثة البولندية في شيخ عبدالقرنة، بدأت منذ 2003 لدراسة صومعة قبطية تنتمي للقرن ما بين السادس والثامن ميلادية، مبني عند قبرين لنبلاء المملكة المصرية الوسطى في غرب طيبة. حالياً، بدأت البعثة بالتفتيش في الجزء السفلي من المعبد، ومن أهم الاكتشفات المثيرة هو العثور على قطع لغطاء مرسوم عليه بالهيروغليفية، الذي يعتبر هدية من بطليموس الثاني عشر (والد كيليوبترا السابعة) للمعبد المجاور في دير المدينة.
- البعثة البولندية-الأمريكية في برنيس والصحراء الشرقية، بدأت الحفريات منذ 2008، لآثار هيلينستية ورومانية لميناء يقع على البحر الأحمر، بني الميناء في القرن الثالث قبل الميلاد، وكانت وظيفته الرئيسية هي استيراد الفيلة من أفريقيا الشرقية لخدمة جيوش البطالمة.
- البعثة البولندية-المصرية لمشروع ترميم في مجمع أمير قرقماس في القاهرة، كان العمل ما بين عامي 1972-2000. شيّد الأمير قرقماس مسجداً ومدرسة في العقد الأول من القرن السادس عشر وتتضمن مجموعة مباني منها مدرسة قرآنية، وقبة دفن، وغرف لإيواء الأمير.
- البعثة البولندية جزء من مشروع واحة دخلة، لتصنيف وتوثيق أضخم صالة عرض للصخور، في شرق صحارى منذ 1985، تعرض بعض النقوش لزرافات، وظباء، وثيران. أقدم نقوش عثر عليها تعود لما بين عامي 3000-8000 سنة قبل الميلاد.

## وصلات خارجية
- موقع المركز